# تورغوت ألب
تورغوت ألب (بالتركية العثمانية: تورغوت آلپ)(توفي قرابة عام 1335)، من أوائل الغزاة في الدولة العثمانية، وكان أيضًا صديقًا مقربًا لأرطغرل وابنه عثمان غازي.

## سيرته
تورغوت ألب هو واحداً من رفقاء السلاح الأقرب لعثمان غازي مؤسس الدولة العثمانية في فتوحاته. شارك في فتح «أورهانلي» فتح أترانوس خلال فترة أورخان غازي وذلك عقب أن كلفه عثمان بمهمة فتح إينغول. تحدثت المصادر عن تورغوت آلب بأنه ساهم بشكل فعلي في أيدلوجية الفتح بالمفهوم عسكري أثناء فترة تأسيس الدولة العثمانية.
حسب الروايات المذكورة في المصادر العثمانية الأولى شارك تورغوت ألب إلى جانب عثمان غازي في معركة استسلام «ياري حصار» عقب ذلك كُلف بفتح إينغول وحكمها. كما أُشير أيضاً في المصادر إلى أن عثمان غازي جاء لمساعدته عندما تم محاصرة مدينته (مدينة تورغوت ألب). كما يجدر الإشارة إلى أنه قام بإعدام التكفور «آيا نيقولا» أثناء فتح إينغول نتيجة لتحركاته العدائية ضد الأتراك علاوة على هذا كُلف تورغوت ألب بتولي أمر إدارة المدينة، ثم شارك في فتح أورهانيلي «أترانوس» جنباً إلى جنب مع أورخان غازي وميهال غازي عندما خرج منها حاكمها أتارنوس هرباً عند سماعه لنبأ قدوم أورخان غازي سقط من أعلى صخرة تسببت في موته ليتم بهذا السيطرة على القلعة بكل سهولة كما سهل فتح أترانوس بهذا فتح مدينة بورصة.
عقب وفاته سُميت منطقة «إينغول» باسمه، وذكر بأنه أطلق عليها اسم «ولاية تورغوت» كما عُثر في كتب للمؤرخين الذين عاشوا في أوائل عهد الدولة العثمانية من عاشق باشا زاده ونشري وغيرهم من المؤرخين بأن منطقة إينغول كانت تُسمى باسم «ولاية تورغوت» ولكن رفعت عنها هذه التسمية تماماً منذ القرن السادس عشر.
القبر خارج ضريح أرطغرل غازي هو قبر تذكاري، وليس مكان القبر الحقيقي.

## الإرث
في عام 1877، خلال الحرب الروسية العثمانية (1877–1878)، تأسست مدينة وأطلق عليها اسم «تورغوت ألب» في الإمبراطورية العثمانية من قبل المسلمين الذين عاشوا فيما يعرف الآن باسم بلغاريا. سميت المستوطنة بهذا الاسم بناءً على اقتراح السلطان.
أدى الممثل جنكيز جوشكون دور تورغوت ألب في المسلسلين التلفزيونيين "قيامة أرطغرل" و"المؤسس عثمان"، اللذين تم بثهما على قناة التلفزيون التركية الرسمية "تي آر تي 1" و"أي تي في".
يجسد دوره روزغار أكسوي دور السيد تورغوت في المسلسل التلفزيوني "المؤسس عثمان" الذي بدأ عرضه عام 2019 ويستمر على قناة أي تي في حتى اليوم.